# Giải vô địch bóng đá nữ Nam Mỹ 2006
Giải vô địch bóng đá nữ Nam Mỹ 2006 (Campeonato Sudamericano de Fútbol Femenino 2006) diễn ra tại Mar del Plata, Argentina từ 10 tháng 11 tới 26 tháng 11 năm 2006. Giải được tổ chức nhằm chọn ra hai đại diện của khu vực Nam Mỹ tham dự Giải vô địch bóng đá nữ thế giới 2007. Đội vô địch cũng giành quyền tham dự Thế vận hội Mùa hè 2008.

## Vòng một
Các đội đầu và nhì mỗ bảng lọt vào vòng chung kết.

### Bảng A
| Đội       | Đ  | Tr | T | H | B | BT | BB | HS |
| --------- | -- | -- | - | - | - | -- | -- | -- |
| Argentina | 12 | 4  | 4 | 0 | 0 | 17 | 1  | 16 |
| Uruguay   | 6  | 4  | 2 | 0 | 2 | 4  | 4  | 0  |
| Ecuador   | 4  | 4  | 1 | 1 | 2 | 4  | 5  | −1 |
| Colombia  | 4  | 4  | 1 | 1 | 2 | 4  | 11 | −7 |
| Chile     | 3  | 4  | 1 | 0 | 3 | 5  | 13 | −8 |

| Chile     | 1–2      | Ecuador          |
| --------- | -------- | ---------------- |
| Reyes 34' | Chi tiết | Velarde 39', 50' |

| Argentina              | 2–1      | Uruguay   |
| ---------------------- | -------- | --------- |
| Almeida 4' Potassa 63' | Chi tiết | Souza 11' |

| Colombia    | 1–0      | Uruguay |
| ----------- | -------- | ------- |
| Moscoso 17' | Chi tiết |         |

| Chile | 0–8      | Argentina                                                                             |
| ----- | -------- | ------------------------------------------------------------------------------------- |
|       | Chi tiết | Potassa 4', 22' Coronel 8' Almeida 27' Ojeda 30' Gómez 70' Huber 79' Hirmbruchner 86' |

| Ecuador | 0–1      | Argentina |
| ------- | -------- | --------- |
|         | Chi tiết | Gómez 54' |

| Colombia       | 1–3      | Chile                     |
| -------------- | -------- | ------------------------- |
| Gaete 71' (OG) | Chi tiết | Arias 8' Quezada 81', 87' |

| Uruguay                        | 2–1      | Chile      |
| ------------------------------ | -------- | ---------- |
| Quinteros 43' Barrera 76' (OG) | Chi tiết | Quezada 4' |

| Ecuador               | 2–2      | Colombia                |
| --------------------- | -------- | ----------------------- |
| Velarde 28' Vivas 47' | Chi tiết | Saavedra 62' Molina 69' |

| Argentina                                                   | 6–0      | Colombia |
| ----------------------------------------------------------- | -------- | -------- |
| Gómez 3' Vallejos 21', 52' Quiñónez 27' Huber 46' Ojeda 57' | Chi tiết |          |

| Uruguay     | 1–0      | Ecuador |
| ----------- | -------- | ------- |
| Laborda 67' | Chi tiết |         |

### Bảng B
| Đội       | Đ  | Tr | T | H | B | BT | BB | HS  |
| --------- | -- | -- | - | - | - | -- | -- | --- |
| Brasil    | 12 | 4  | 4 | 0 | 0 | 18 | 2  | 16  |
| Paraguay  | 9  | 4  | 3 | 0 | 1 | 11 | 7  | 4   |
| Venezuela | 4  | 4  | 1 | 1 | 2 | 4  | 10 | −6  |
| Perú      | 3  | 4  | 1 | 0 | 3 | 3  | 7  | −4  |
| Bolivia   | 1  | 4  | 0 | 1 | 3 | 4  | 14 | −10 |

| Bolivia  | 1–1      | Venezuela    |
| -------- | -------- | ------------ |
| Ríos 52' | Chi tiết | Espinosa 53' |

| Paraguay    | 1–4      | Brasil                                         |
| ----------- | -------- | ---------------------------------------------- |
| Alarcón 69' | Chi tiết | Cristiane 19', 53' Daniela Alves 46' Aline 59' |

| Perú | 0–2      | Brasil                  |
| ---- | -------- | ----------------------- |
|      | Chi tiết | Cristiane 6' Elaine 80' |

| Bolivia   | 1–5      | Paraguay                                                  |
| --------- | -------- | --------------------------------------------------------- |
| Morón 40' | Chi tiết | Ortiz 1' Quintana 8', 43' Alarcón 56' (ph.đ) Martínez 83' |

| Venezuela | 1–3      | Paraguay                 |
| --------- | -------- | ------------------------ |
| Lovera 20 | Chi tiết | Cuevas 63', 81' Vega 66' |

| Perú                            | 2–1      | Bolivia     |
| ------------------------------- | -------- | ----------- |
| Chinchilla 61' (OG) Dorador 63' | Chi tiết | Zamorano 8' |

| Brasil                                                        | 6–1      | Bolivia          |
| ------------------------------------------------------------- | -------- | ---------------- |
| Daniela Alves 7' Cristiane 8', 22', 60' Mônica 13' Elaine 44' | Chi tiết | Morón 43' (ph.đ) |

| Venezuela       | 2–0      | Perú |
| --------------- | -------- | ---- |
| Ferrer 29', 73' | Chi tiết |      |

| Paraguay             | 2–1      | Perú               |
| -------------------- | -------- | ------------------ |
| Vega 67', 81' (ph.đ) | Chi tiết | Tristán 87' (ph.đ) |

| Brasil                                                                       | 6–0      | Venezuela |
| ---------------------------------------------------------------------------- | -------- | --------- |
| Daniela Alves 1' Renata Costa 12' Michele 27', 45' Cristiane 56' Daniele 81' | Chi tiết |           |

## Vòng chung kết
| Đội       | Đ | Tr | T | H | B | BT | BB |
| --------- | - | -- | - | - | - | -- | -- |
| Argentina | 7 | 3  | 2 | 1 | 0 | 4  | 0  |
| Brasil    | 6 | 3  | 2 | 0 | 1 | 12 | 2  |
| Uruguay   | 3 | 3  | 1 | 0 | 2 | 3  | 10 |
| Paraguay  | 1 | 3  | 0 | 1 | 2 | 2  | 9  |

| Argentina | 0–0      | Paraguay |
| --------- | -------- | -------- |
|           | Chi tiết |          |

| Brasil                                                                           | 6–0      | Uruguay |
| -------------------------------------------------------------------------------- | -------- | ------- |
| Daniela Alves 11', 23' (ph.đ) Grazielle 47', 86' Elaine 64' Cristiane 72' (ph.đ) | Chi tiết |         |

| Argentina              | 2–0      | Uruguay |
| ---------------------- | -------- | ------- |
| Gerez 71' Manicler 76' | Chi tiết |         |

| Brasil                                                              | 6–0      | Paraguay |
| ------------------------------------------------------------------- | -------- | -------- |
| Cristiane 6', 27'(ph.đ), 62', 64 Daniela Alves 36' Renata Costa 68' | Chi tiết |          |

| Uruguay             | 3–2      | Paraguay        |
| ------------------- | -------- | --------------- |
| Souza 27', 62', 67' | Chi tiết | Cuevas 17', 44' |

| Argentina                | 2–0      | Brasil |
| ------------------------ | -------- | ------ |
| González 66' Potassa 68' | Chi tiết |        |